# UWA World Trios Championship
L'UWA World Trios Championship (Campeonato Mundial de Tercias UWA in lingua spagnola) è un titolo appartenuto della federazione messicana Universal Wrestling Association e che in seguito è stato utilizzato in federazioni messicane e giapponesi. 

Il campionato si disputa tra team composti da tre lottatori ciascuno ed è attivo dal 1984.

## Storia
Originariamente promosso dalla Universal Wrestling Association fino all'anno della sua chiusura (1995) fu in seguito ripreso dalla Toryumon (Messico e Giappone) nel 2001 per esserne disputato fino al 2005. 

Ripreso nuovamente nel 2007 venne utilizzato in Giappone dalle federazioni Pro Wrestling El Dorado ~ The Next DOOR Project, Osaka Pro Wrestling e da DDT Pro-Wrestling  fino al 2011. 

Dal 2015 il titolo è ancora in uso nella federazione Wrestle-1.

## Albo d'oro
Le righe verdi vuote indicano che non è nota la storia del titolo in quel periodo.
| Lottatore                                                                        | Regni | Data              | Luogo                 | Note |
| -------------------------------------------------------------------------------- | ----- | ----------------- | --------------------- | --- |
| Black Man, Kung Fu e Kato Kung Lee                                               | 1     | 18 marzo 1984     | Naucalpan, Messico    | Sconfissero Los Cadetos del Espacio (El Solar, Super Astro & Ultraman).                                                                     |
|                                                                                  |       |                   |                       | |
| Los Misioneros de la Muerte (Negro Navarro, El Signo & El Texano)                | 1     | 1984              |                       | |
|                                                                                  |       |                   |                       | |
| Los Brazos (El Brazo, Brazo de Oro & Brazo de Plata)                             | 1     | 1985              |                       | |
| Los Villanos (Villano I, Villano IV & Villano V)                                 | 1     | 21 luglio 1985    |                       | |
|                                                                                  |       |                   |                       | |
| Los Misioneros de la Muerte (Negro Navarro, El Signo & El Texano)                | 2     | 24 aprile 1987    | Naucalpan             | |
| Los Brazos (El Brazo, Brazo de Oro & Brazo de Plata)                             | 2     | 14 agosto 1987    | Panama                | Sconfissero El Baron, Celestial & El Tauru.                                                                                                 |
| Los Villanos (Villano I, Villano IV & Villano V)                                 | 2     | 30 aprile 1988    | Puebla                | |
|                                                                                  |       |                   |                       | |
| Khaoz, Rambo & Zandokan                                                          | 1     | 23 aprile 1989    | Città del Messico     | Sconfissero Los Brazos. |
| Los Brazos (El Brazo, Brazo de Oro & Brazo de Plata)                             | 3     | 20 agosto 1989    |                       | |
| Khaoz, Rambo & Zandokan                                                          | 2     | 18 marzo 1990     | Naucalpan             | |
| Los Villanos (Villano I, Villano IV & Villano V)                                 | 3     | 14 giugno 1990    | Naucalpan             | |
| Los Brazos (El Brazo, Brazo de Oro & Brazo de Plata)                             | 4     | 21 ottobre 1990   | Naucalpan             | |
| Los Villanos (Villano I, Villano IV & Villano V)                                 | 4     | 1º gennaio 1991   | Naucalpan             | |
| The Hawaiian Beasts (Fatu, Great Kokina & The Samoan Savage)                     | 1     | 7 aprile 1991     | Naucalpan             | |
| Los Villanos (Villano I, Villano IV & Villano V)                                 | 5     | 31 maggio 1991    | Naucalpan             | |
| Los Misioneros de la Muerte (Black Power II, Negro Navarro (3) & El Signo (3))   | 1     | 1º marzo 1992     | Naucalpan             | |
| El Engendro, Shu El Guerrero & Scorpio Jr.                                       | 1     | 30 maggio 1993    | Naucalpan             | |
| Los Misioneros de la Muerte (Black Power II, Negro Navarro (4) & El Signo (4))   | 2     | 25 dicembre 1993  | Ciudad Nezahualcóyotl | |
| El Engendro, Shu El Guerrero & Scorpio Jr.                                       | 2     | 30 maggio 1994    | Puebla                | |
| Los Misioneros de la Muerte (Negro Navarro (5), Rocky Santana & El Signo (5))    | 1     | 6 giugno 1994     | Puebla                | |
| Shu El Guerrero (3), Scorpio Jr. (3) & Villano V (5)                             | 1     | 2 ottobre 1994    | Naucalpan             | |
| Los Misioneros de la Muerte (Negro Navarro (6), Rocky Santana & El Signo (6))    | 2     | 9 ottobre 1994    | Naucalpan             | |
| Abbandonato                                                                      |       | Novembre 1995     |                       | UWA chiuse nel 1995. |
| Il titolo passa alla federazione Toryumon                                        |       |                   |                       | |
| Crazy Max (Cima, Suwa & Big Fuji)                                                | 1     | 18 maggio 2001    | Città del Messico     | Sconfissero Apolo Dantés, Valentin Mayo & Negro Navarro.                                                                                    |
| Darkness Dragon, Yasushi Kanda & Susumu Mochizuki                                | 1     | 8 luglio 2001     | Tokyo, Giappone       | |
| Crazy Max (Cima, Suwa & Big Fuji)                                                | 2     | 19 luglio 2001    | Kagoshima             | |
| Dragon Kid, Magnum Tokyo & Ryo Saito                                             | 1     | 14 agosto 2001    | Tokyo                 | Sconfissero Crazy MAX & Darkness Dragon, Yasushi Kanda & Masaaki Mochizuki in un three-way match.                                           |
| Darkness Dragon (2), Masaaki Mochizuki & Susumu Mochizuki (2)                    | 1     | 28 ottobre 2001   | Tokyo                 | |
| Crazy MAX (Cima (3), Big Fuji (3) & TARU)                                        | 1     | 8 gennaio 2002    | Tokyo                 | |
| Milano Collection A.T., Yossino & "brother" Yasshi                               | 1     | 8 settembre 2002  | Tokyo                 | |
| Crazy Max (Cima, Suwa & Big Fuji)                                                | 1     | 27 novembre 2002  | Tokyo                 | |
| Genki Horiguchi, Ryo Saito (2) & Susumu Yokosuka (3)                             | 1     | 16 maggio 2003    | Kōbe                  | |
| Kenichiro Arai, Dragon Kid (2) & Masaaki Mochizuki (3)                           | 1     | 29 giugno 2003    | Kobe                  | |
| Milano Collection A.T. (2), Condotti Shuji & Yossino (2)                         | 1     | 30 agosto 2003    | Tokyo                 | Sconfossero Kenichiro Arai, Dragon Kid & Masaaki Mochizuki, Crazy MAX & Genki Horiguchi, Magnum TOKYO & Toru Yokosuka in un four-way match. |
| Vacante                                                                          |       | Settembre 2003    |                       | Reso vacante dopo che il tema si divise. |
| Toru Owashi, Condotti Shuji (2) & "brother" Yasshi (2)                           | 1     | 20 settembre 2003 | Kyoto                 | Sconfissero Milano Collection A.T., Anthony W. Mori e YOSSINO.                                                                              |
| Kenichiro Arai (2), Dragon Kid (3) & Second Doi                                  | 1     | 9 maggio 2004     | Shimonoseki           | |
| Vacante                                                                          |       | 6 giugno 2004     |                       | Reso vacante perché l'incontro tra Milano Collection A.T., Anthony W. Mori & YOSSINO finì in no contest.                                    |
| Il titolo passa alla federazione Pro Wrestling El Dorado ~ The Next DOOR Project |       |                   |                       | |
| Gedo, Jado & Katsushi Takemura                                                   | 1     | 9 settembre 2004  | Tokyo                 | Sconfissero Taiji Ishimori, Shu & Kei Sato                                                                                                  |
| Vacante                                                                          |       |                   |                       | |
| Mango Fukuda, Pineapple Hanai & Takeshi Minamino                                 | 1     | 14 maggio 2005    | Città del Messico     | Sconfisse Solar I, Ultraman & Ultraman Jr.                                                                                                  |
| Maguro Ooma, Shu Sato & Kei Sato                                                 | 1     | 3 giugno 2006     | Tokyo                 | |
| Vacante                                                                          |       |                   |                       | |
| Hell Demons (Takuya Sugawara, Brahman Shu (2) & Brahman Kei (2))                 | 1     | 9 agosto 2007     | Tokyo                 | Sconfissero KAGETORA, Hercules Oosenga & Toru Owashi.                                                                                       |
| Vacante                                                                          |       | 29 dicembre 2007  |                       | Reso vacante dopo che il tema si divise. |
| Nobutaka Araya, Toru Owashi (2) & Takuya Sugawara (2)                            | 1     | 27 febbraio 2008  | Tokyo                 | Sconfissero HELL DEMONS (Brahman Kei, Brahman Shu & Go).                                                                                    |
| The Italian Four Horsemen (Francesco Togo, Piza Michinoku & Antonio Honda)       | 1     | 29 dicembre 2008  | Tokyo                 | Sconfissero Men's Teioh, Danshoku Dino & Yuhi Sato nella finale del torneo.                                                                 |
| Il titolo passa alla federazione DDT Pro-Wrestling                               |       |                   |                       | |
| Belt Hunter×Hunter (Danshoku Dino, Hikaru Sato & Masa Takanashi)                 | 1     | 29 novembre 2009  | Tokyo                 | Sconfissero Antonio Honda, Francesco Togo & Piza Michinoku. DDT Pro-Wrestling assunse il controllo del campionato.                          |
| Tokyo Gurentai (Fujita, Mazada & Nosawa Rongai)                                  | 1     | 24 gennaio 2010   | Tokyo                 | |
| Atsushi Kotoge, Daisuke Harada & Takoyakida                                      | 1     | 9 maggio 2010     | Tokyo                 | |
| Ebessan (III), Kanjyuro Matsuyama & Kuishinbo Kamen                              | 1     | 6 giugno 2010     | Osaka                 | |
| Tokyo Gurentai (Fujita, Mazada & Nosawa Rongai)                                  | 2     | {12 giugno 2010   | Osaka                 | |
| Hikaru Sato (2), Keisuke Ishii & Yoshihiko                                       | 1     | 13 giugno 2010    | Tokyo                 | |
| Great Kojika, Mr. #6 & Riho                                                      | 1     | 25 luglio 2010    | Tokyo                 | |
| Shit Heart♥Foundation (Hikaru Sato (3), Michael Nakazawa & Tomomitsu Matsunaga)  | 1     | 3 novembre 2010   | Tokyo                 | |
| Disaster-Box (Harashima, Toru Owashi (3) & Yukihiro Abe)                         | 1     | 26 dicembre 2010  | Tokyo                 | |
| Vacante                                                                          |       |                   |                       | |
| Il titolo passa alla federazione Wrestle-1                                       |       |                   |                       | |
| Jackets (Jiro Kuroshio, Seiki Yoshioka & Yasufumi Nakanoue)                      | 1     | 9 ottobre 2015    | Tokyo                 | Sconfissero Nw Wild order (Akira, Jun Kasai & Kumagoro).                                                                                    |
| Real Desperado (Kazma Sakamoto, Koji Doi & Nosawa Rongai (3))                    | 1     | 3 novembre 2015   | Nagoya                | |
| Jackets (Jiro Kuroshio, Seiki Yoshioka & Yasufumi Nakanoue)                      | 2     | 27 novembre 2015  | Tokyo                 | |
| Vacante                                                                          |       | 7 gennaio 2016    |                       | Reso vacante perché Yoshioka subì un intervento chirurgico e non fu in grado di difendere il titolo.                                        |
| Kaz Hayashi, Minoru Tanaka & Tajiri                                              | 1     | 31 gennaio 2016   | Tokyo                 | Sconfisse Jackets (Jiro Kuroshio, Seiki Yoshioka & Yasufumi Nakanoue).                                                                      |
| Andy Wu, Daiki Inaba & Seiki Yoshioka (3)                                        | 1     | 29 luglio 2016    | Tokyo                 | |
| Jun Kasai, Nosawa Rongai (4) & Shuji Kondo (3)                                   | 1     | 9 dicembre 2016   | Tokyo                 | |
| New Era (Daiki Inaba (2), Kohei Fujimura & Yusuke Kodama)                        | 1     | 22 febbraio 2017  | Tokyo                 | |
| Kaz Hayashi (2), Masayuki Kono & Shuji Kondo (4)                                 | 1     | 9 aprile 2017     | Sapporo               | |
| New Era (Andy Wu (2), Koji Doi (2) & Kumagoro)                                   | 1     | 16 aprile 2017    | Kōbe                  | |
| Kaz Hayashi (3), Manabu Soya & Shuji Kondo (5)                                   | 1     | 6 maggio 2017     | Gifu                  | |
| Jay Freddie, Jiro Kuroshio (3) & Kumagoro (2)                                    | 1     | 4 giugno 2017     | Kimitsu               | |
| Ganseki Tanaka, Manabu Soya (2) & Nosawa Rongai (5)                              | 1     | 18 giugno 2017    | Shimizu               | |